# جان استراچی

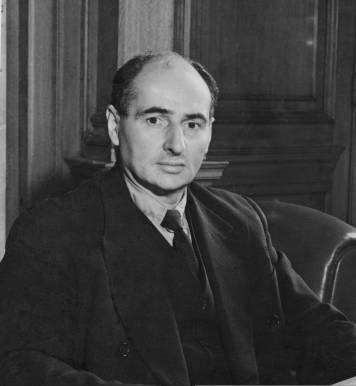
جان استراچی

جان استراچی (به انگلیسی: John Strachey) نویسنده و سیاست مدار مارکسیست بریتانیایی که کتاب پایان امپراطوری را در سال ۱۹۵۹ به نگارش درآورد.